# ألفرد توماس عقيق
ألفرد توماس عقيق (بالإنجليزية: Alfred Thomas Agate) هو فنان ورسام أمريكي، ولد في 14 فبراير 1812 في Sparta, New York ‏ في الولايات المتحدة، وتوفي في 5 يناير 1846 في واشنطن العاصمة في الولايات المتحدة بسبب سل.